# Mechanischer Weihnachtsberg (Museum Europäischer Kulturen)

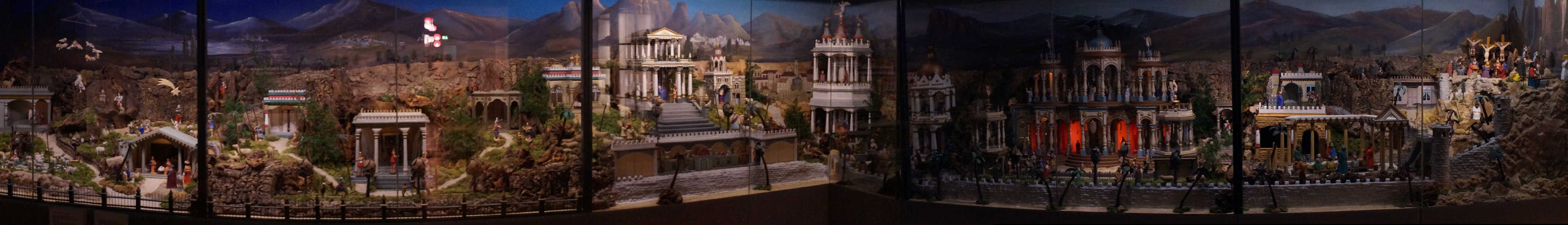
Der mechanische Weihnachtsberg von Max Vogel, um 1885/1987–1995, im Berliner Museum Europäischer Kulturen, 2019.

Der mechanische Weihnachtsberg aus Neuwürschnitz zeigt auf einer Länge von zwölf Metern mit 328 Figuren, die zum Teil beweglich sind, Szenen aus dem Leben Christi von der Verkündigung bis zur Auferstehung. Er wurde um 1885 von Max Vogel begonnen und von Karl-Heinz Fischer in den Jahren 1987 bis 1995 umgestaltet. Diese neue Fassung wurde vom Berliner Museum Europäischer Kulturen erworben, das sie als Teil seiner Dauerausstellung zeigt. Der mechanische Weihnachtsberg ist ein Beispiel für einen typischen Weihnachtsbrauch aus dem Erzgebirge, der im letzten Drittel des 19. und ersten Drittel des 20. Jahrhunderts seinen Höhepunkt hatte. Mit der Breite der Erzählung, die sich nicht allein auf die Weihnachtsgeschichte beschränkt, stellt er jedoch eine Ausnahme dar.

## Beschreibung

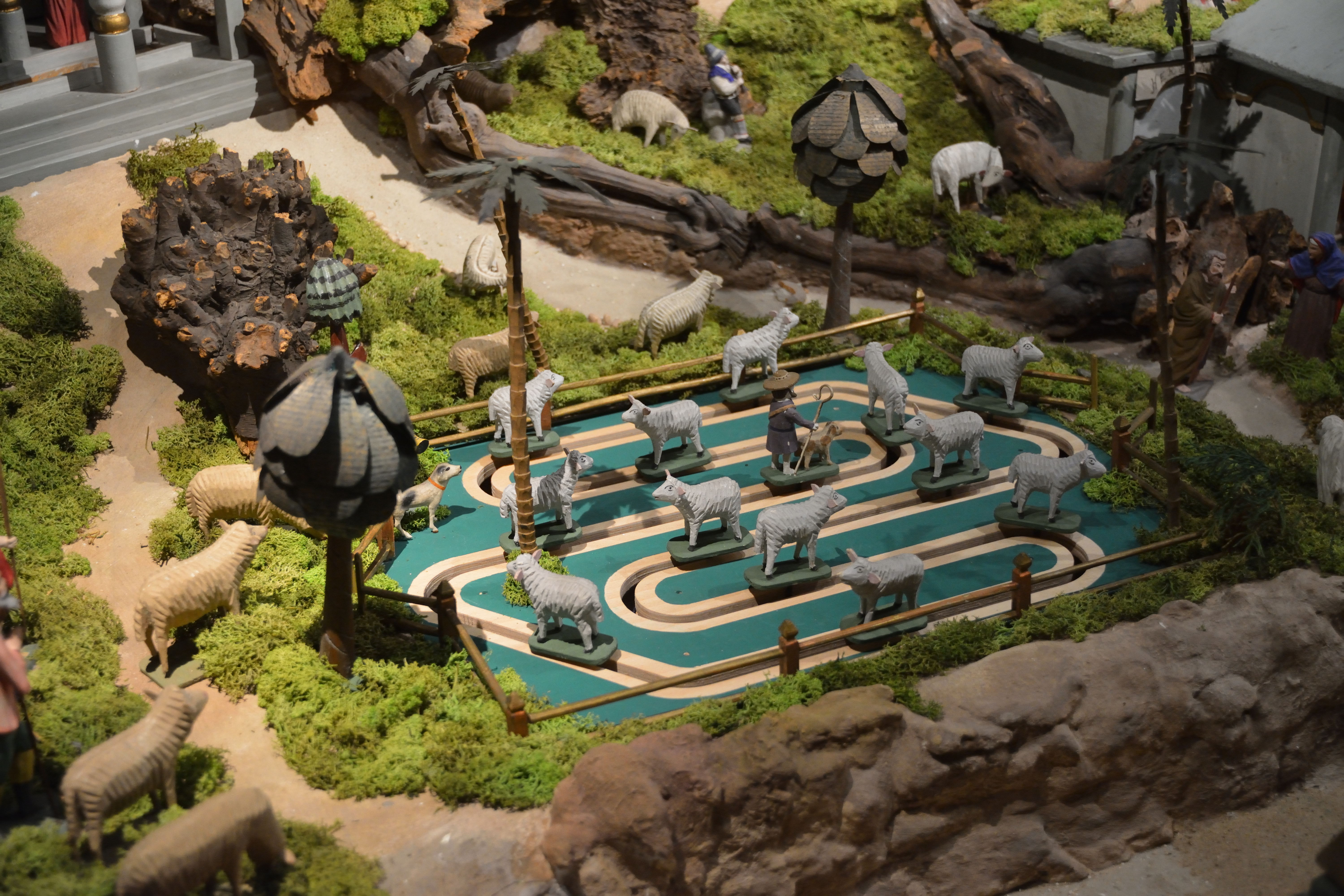
Mechanik zur Bewegung der Schafe in der für die Szene Verkündigung der Engel an die Hirten

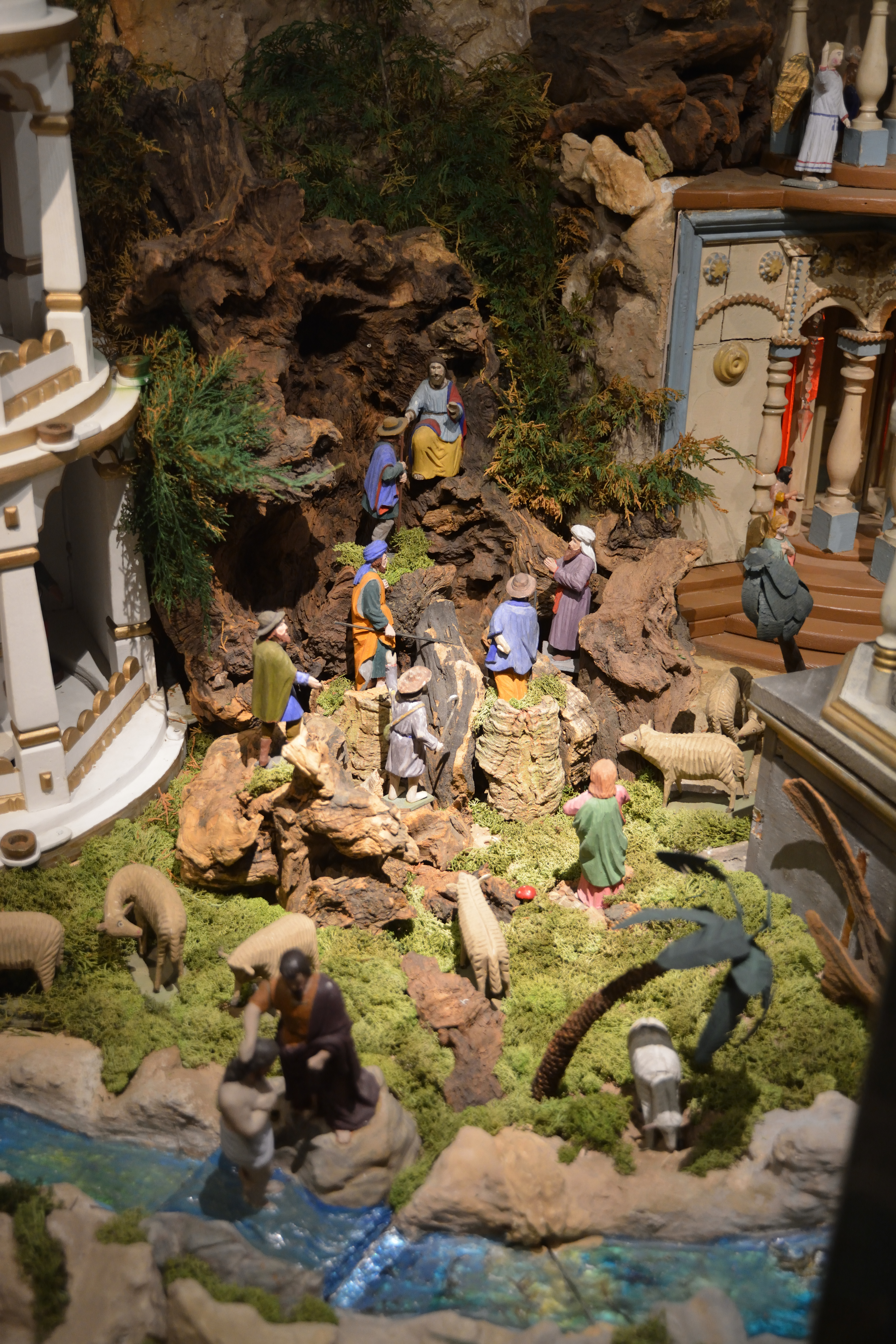
Die Taufe Christi

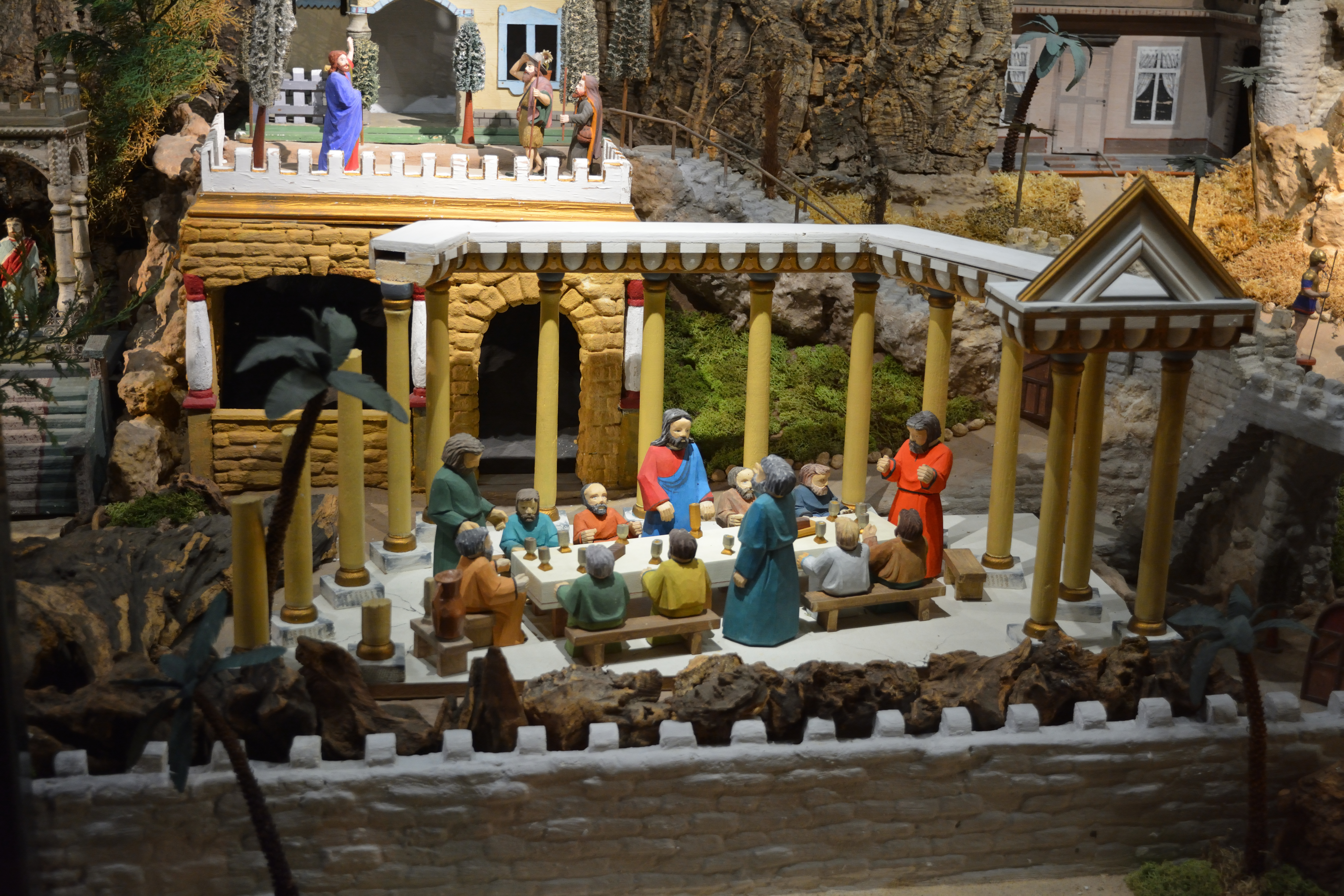
Das letzte Abendmahl

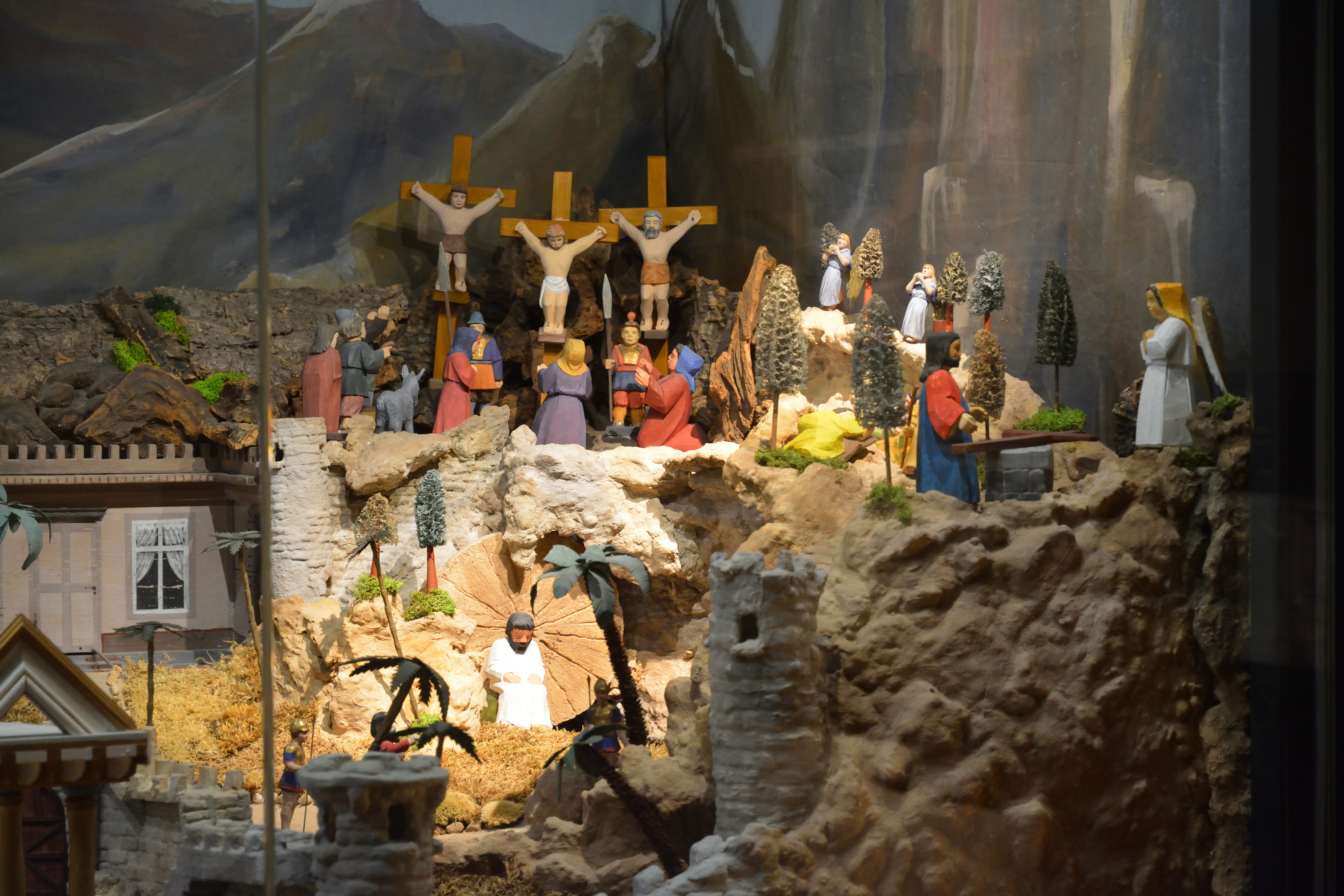
Der Kalvarienberg

Der mechanische Weihnachtsberg von Max Vogel aus Neuwürschnitz ist 2,2 Meter hoch, 1,25 Meter tief und erstreckt sich über Eck gehend auf 12 Meter Länge. Er zeigt folgende 28 Szenen aus dem Leben Christi, wobei die Weihnachtsgeschichte und die Passionsgeschichte den größten Teil einnehmen:
1. Die Ankündigung der Geburt Jesu/Die Verkündigung an Maria
2. Jesu Geburt
3. Verkündigung der Engel an die Hirten
4. Die Weisen aus dem Morgenland
5. Der Engel erscheint Josef im Traum
6. Die Flucht nach Ägypten
7. König Herodes
8. Der Kindermord des Herodes
9. Die Auferweckung der Tochter des Jairus
10. Der zwölfjährige Jesus im Tempel
11. Darstellung der Gottesmutter mit Kind/Marias Lobgesang
12. Jesu Einzug in Jerusalem
13. Der gute Hirte
14. Jesus und die Samariterin
15. Drehpyramide/Drehturm mit Engeln
16. Drehpyramide mit Goldkuppel
17. Jesu Taufe/Johannes der Täufer
18. Die Bergpredigt
19. Die Heilung eines Blinden bei Jericho
20. Dreiteilige Tempelpyramide
21. Darstellung des Statthalters Pontius Pilatus
22. Das Abendmahl
23. Jesus in Gethsemane
24. Der Verrat des Judas/Jesu Gefangennahme
25. Kreuztragung Jesu auf dem Weg nach Golgatha
26. Jesu Kreuzigung und Tod
27. Jesu Auferstehung/Der Ostermorgen
28. Jesus auf dem Weg nach Emmaus/Die Emmausjünger

Zum Ensemble des Neuwürschnitzer Weihnachtsbergs gehören an Einbauten drei Pyramiden, sieben größere Gebäude und vier Straßen mit beweglichen Figuren. Als ein Beispiel für die durchaus komplexe Mechanik kann die Tempelpyramide gelten: Die Figuren auf den beiden Ebenen der Tempelpyramide bewegen sich auf gegenläufigen Laufringen, so dass der Eindruck einer belebten Stadt entstehen sollte; die Engel auf den fünf glockenförmigen Spitzen bewegen sich um ihre eigene Achse.

Mechanik des Weihnachtsbergs
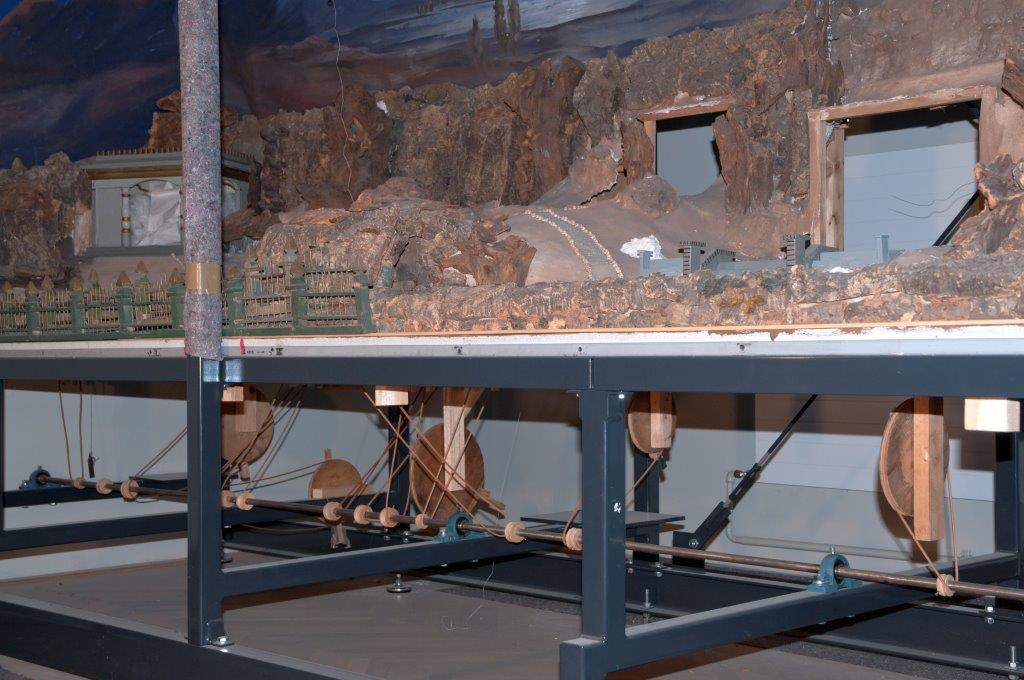
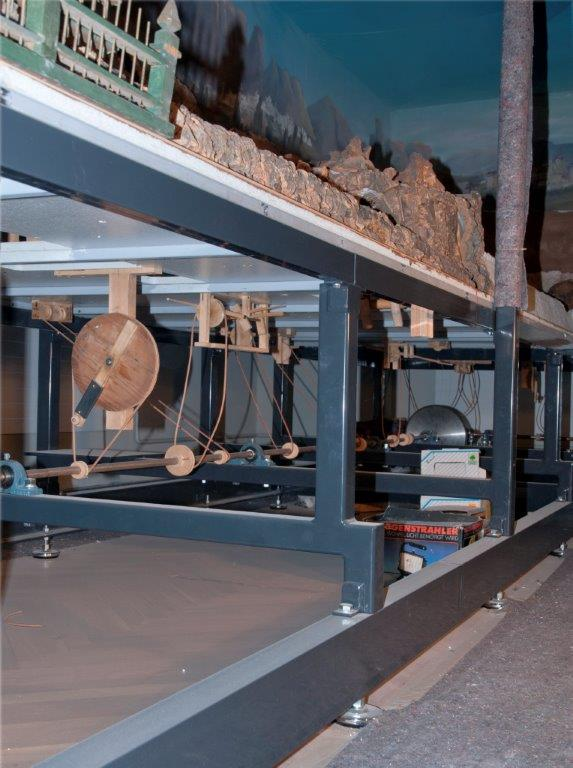

## Hintergrund

### Der Brauch der Weihnachtsberge
Weihnachtsberge sind Teil der häuslichen Weihnachtsbräuche im Erzgebirge, die ihre Hochzeit in den Jahren zwischen den 1870er- und 1930er-Jahren hatten. Insbesondere "lebendige" Weihnachtsberge, deren Figuren durch eine komplizierte Mechanik in Bewegung versetzt werden, erregten dabei größere Aufmerksamkeit. Im Tal der Würschnitz existieren noch einige dieser Weihnachtsberge, die wie der Berg des Weihnachtsberg- und Schnitzvereins in Niederwürschnitz zum Teil besichtigt werden können. Obwohl es sich um eine insbesondere im Erzgebirge verbreitete Tradition handelt, gibt es Weihnachts- und Krippenberge auch in der deutsch-tschechischen Grenzregion, in der Oberlausitz, dem Vogtland, im böhmischen Niederland, dem Isergebirge und den angrenzenden polnischen und tschechischen Gebieten. Zudem gibt es auch in anderen europäischen Regionen wie Süddeutschland, Tirol oder auch in Spanien mechanische Krippen bzw. Krippen mit einzelnen beweglichen Elementen, jedoch ist die Zahl der mechanischen Weihnachtsberge im Erzgebirge einzigartig. Einen weiteren Bezugspunkt bilden mechanische Figurentheater, die von Schaustellern betrieben wurden. Die Wurzeln der erzgebirgischen Weihnachtsberge liegen zum einen in den mechanischen Bergwerkmodellen, die im 18. Jahrhundert aufkamen und mit dem Rückgang des Bergbaus seit dem Ende des 18. Jahrhunderts zahlreicher wurden; zum anderen gehen sie auf die Weihnachtskrippen zurück, welche die Ereignisse rund um die Geburt Jesu zeigen.
Im letzten Drittel des 19. Jahrhunderts gewannen die Weihnachtsberge große Popularität im Erzgebirge. Hersteller boten Figuren für Bastler an, die Berge wurden gegenseitig, teils sogar öffentlich, vorgeführt und es bildeten sich Weihnachtsbergsvereine. Die Vereinsberge stellen das letzte große Kapitel dieses Weihnachtsbrauchs dar: Bis zum Ersten Weltkrieg entstanden mehrere hundert, immer aufwendiger werdende, solcher Vereinsberge, die der Öffentlichkeit präsentiert wurden. Dabei folgten sie der technischen Entwicklung von Gewichts- und Sandantrieben, über Uhrwerke und Dampfmaschinen bis hin zum Elektromotor, um die Mechanik zu betreiben. Die Vereine organisierten zudem Ausstellungen, auf denen private Weihnachtsberge gezeigt wurden und zum Teil hohe Besucherzahlen erzielen konnten. Die Vereinsberge begannen private Weihnachtsberge zu verdrängen. Mit dem Ersten Weltkrieg kamen die Arbeiten an den Weihnachtsbergen zum Erliegen, in den 1920er-Jahren setzte das Interesse an ihnen auf niedrigerem Niveau wieder ein. Im Nationalsozialismus änderte sich ihr Charakter weg vom orientalisch gestalteten Weihnachtsberg, wie auch der Berg von Max Vogel im Museum Europäischer Kulturen einer ist, hin zu auf die Heimat bezogenen Darstellungen, die dann auch als Heimatberge bezeichnet wurden. Damit endete die große Zeit der Weihnachtsberge; in der DDR nach dem Zweiten Weltkrieg lebte die Tradition nicht wieder auf. Sie konnten in der Regel nur noch in einigen Museen besichtigt werden; und Berge, die noch in Schnitzgemeinschaften entstanden, wiesen keinen religiösen Bezug mehr auf. Nach der Wiedervereinigung entwickelten zum einen Antiquitätenhändler Interesse an den Weihnachtsbergen, zum anderen kam es zu einer regionalen Wiederbelebung dieser Tradition, die jedoch nur noch von wenigen Interessierten gepflegt wird und als private Tradition nur noch marginale Bedeutung aufweist.

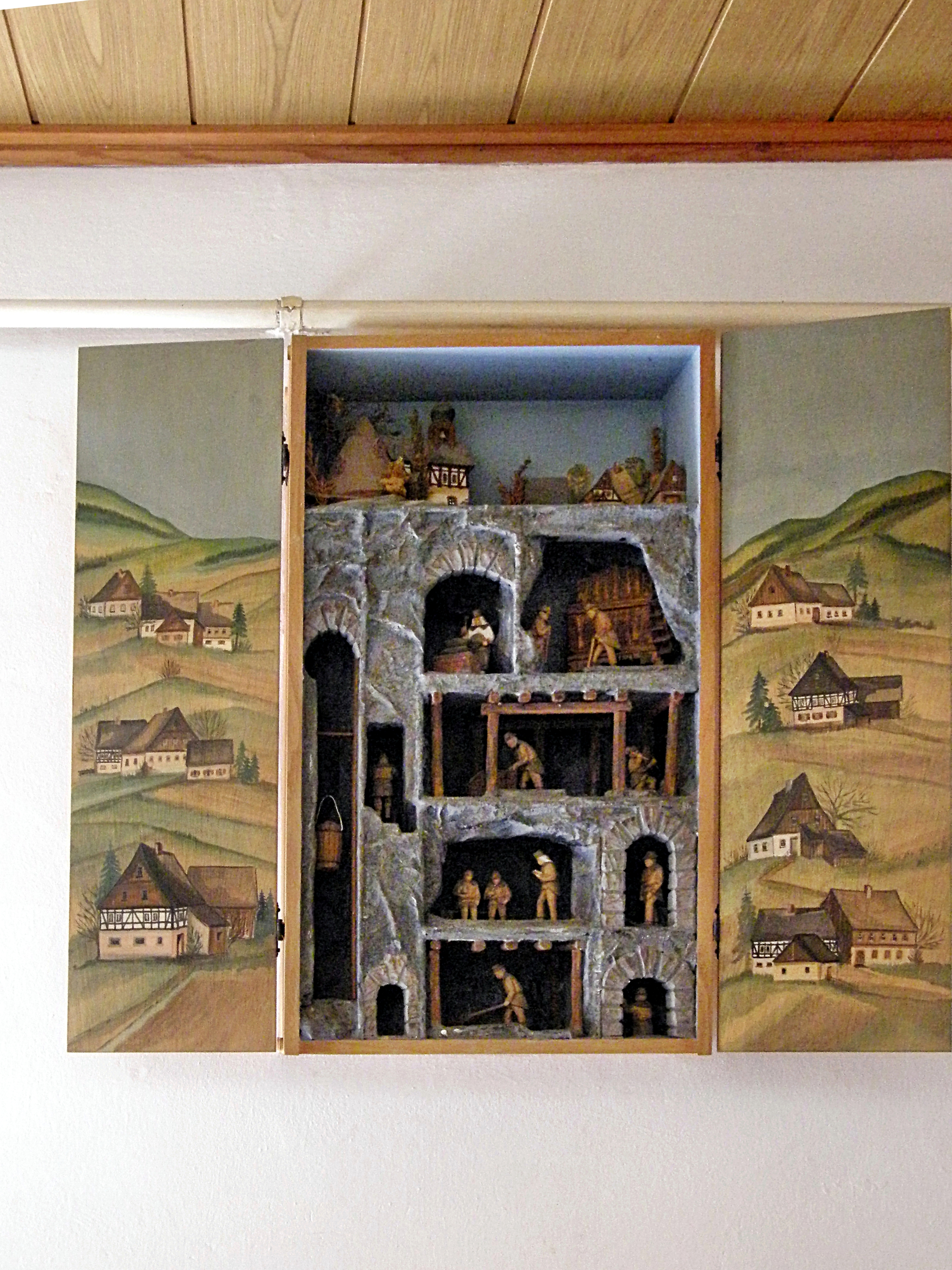
Tragbarer Weihnachtsberg an der Wand der Gaststube vom Keilberghaus, Schneeberg
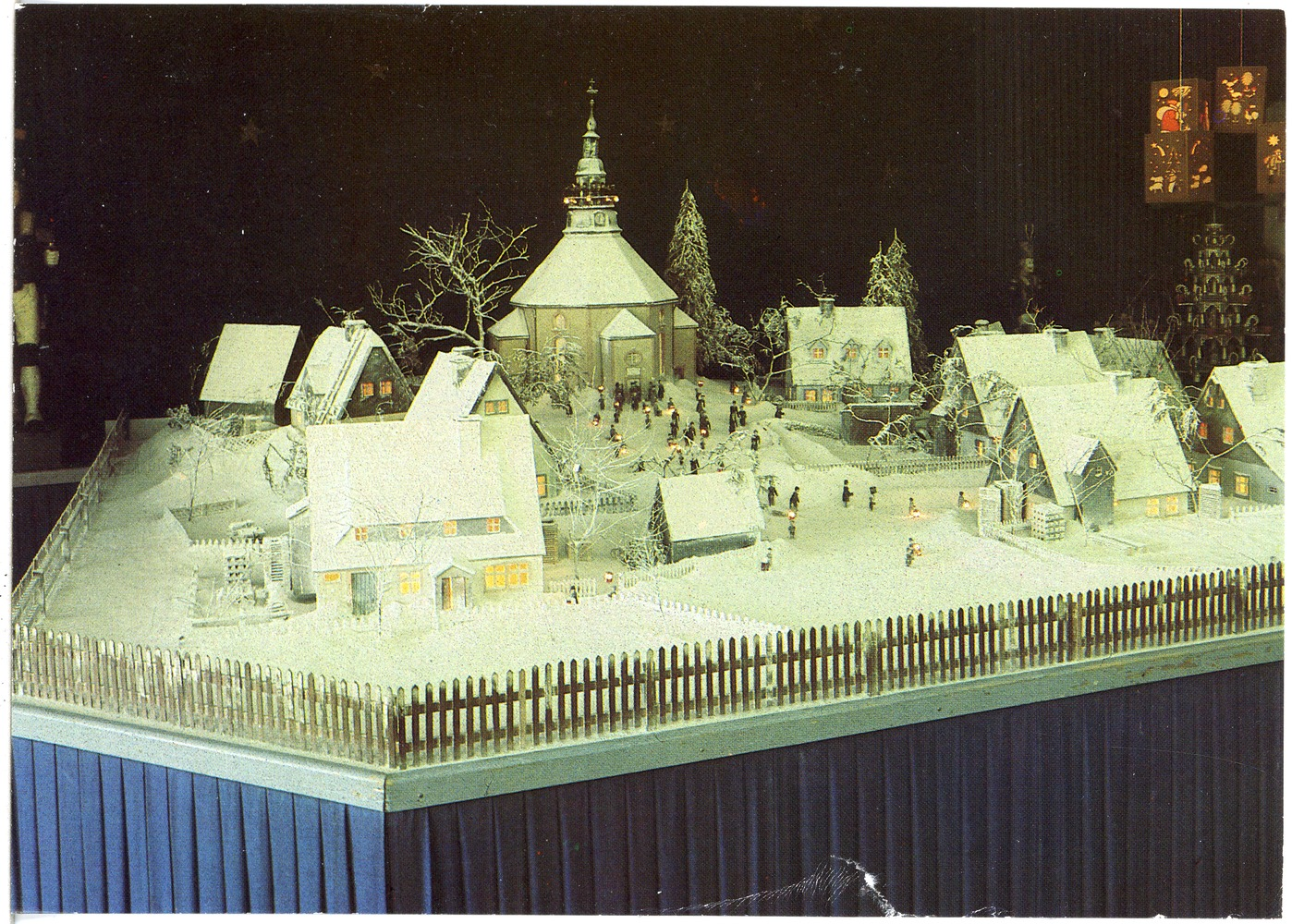
Weihnachtsberg im Spielzeugmuseum Seiffen, Postkarte von 1980.
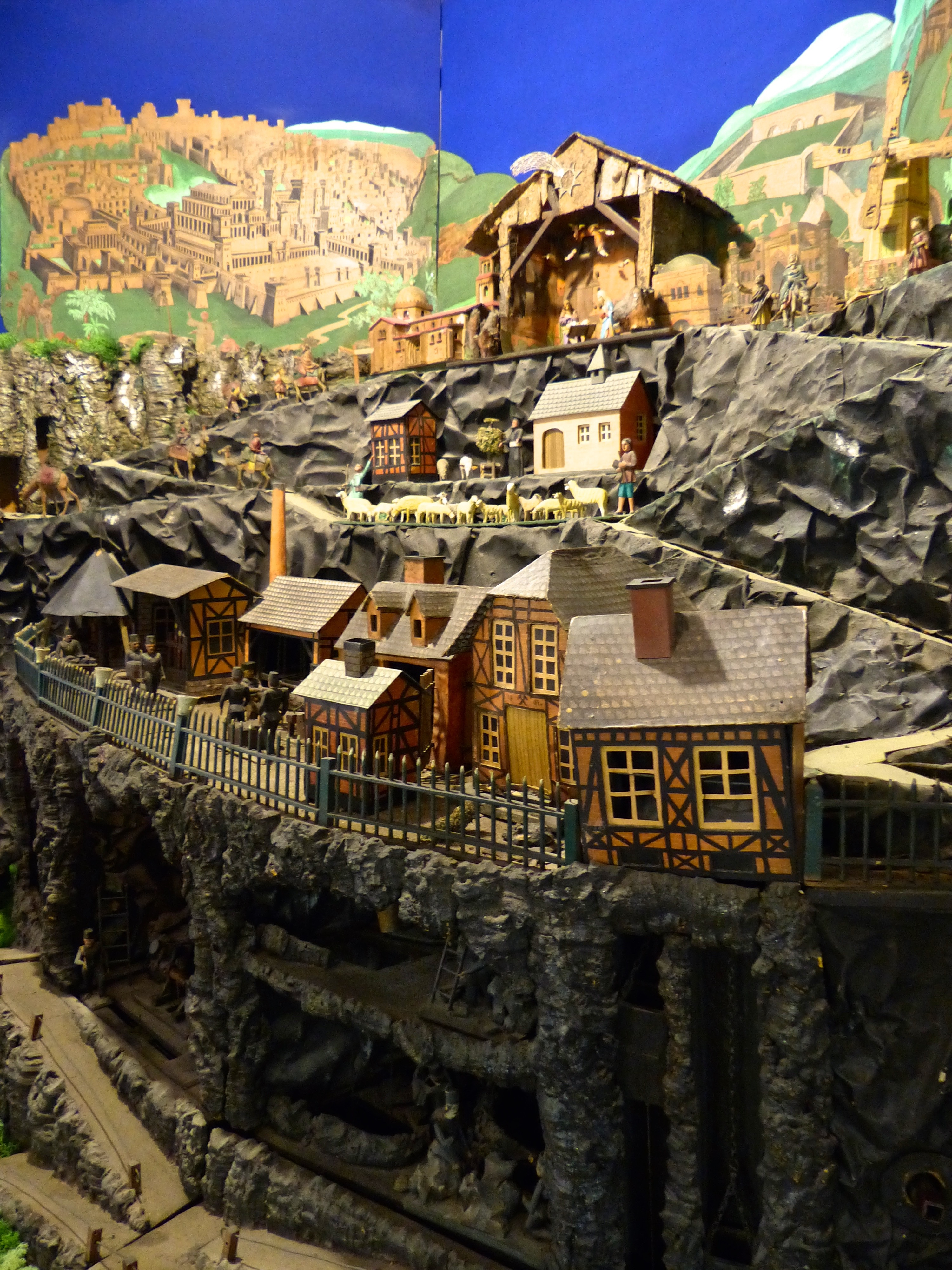
Weihnachtsberg im Erzgebirgsmuseum Annaberg-Buchholz

### Herkunft und Entstehung des Weihnachtsbergs

#### Geschichte in der Familie Vogel
Max Vogel begann mit den Arbeiten an seinem Weihnachtsberg 1885. In einem Raum neben der Küche und dem Hauseingang wurde dieser ausgehend von einer Ecke in U-Form aufgebaut. Vorne war er durch eine kleine Mauer abgeschlossen, den oberen Abschluss bildete ein Papiervolant. Der Stil war, wie für diese Zeit üblich, orientalisch. Vogels Weihnachtsberg umfasste 300 Figuren, von denen 140 durch die Mechanik bewegt wurden. Einige dieser Figuren hatte Vogel selbst geschnitzt, andere stammten von Schnitzern aus Lößnitz und aus dem böhmischen Ort Králíky. Zudem bevölkerten 110 bemalte Figuren aus Masse den Berg. Die beweglichen Figuren waren wie auch die Mechanik sicher von Vogels Hand. Bei der Gestaltung seines Weihnachtsbergs folgte Vogel der Bibel in Bildern von Julius Schnorr von Carolsfeld. Eine Besonderheit stellte das in seinem Umfang wohl einzigartige Pyramidenensemble, das die Stadt Jerusalem darstellt, dar. Für die Ausführung der Pyramiden nahm Vogel wahrscheinlich die Hilfe eines Drechslers in Anspruch.
Vogels Weihnachtsberg entwickelte sich zum größten im Ort und hatte ein Publikum aus der Nachbarschaft. Jedoch ist nicht bekannt, ob Max Vogel seinen Weihnachtsberg in einer Ausstellung zeigte. Er war auch kein Mitglied des Weihnachtsbergvereins in Niederwürschnitz. Jedoch wird er den Vereinsberg gekannt haben. Max Vogels Weihnachtsberg wurde 1940 zum letzten Mal in Neuwürschnitz aufgestellt. Ein Aufbauversuch in der Nachkriegszeit scheiterte, weshalb die Teile des Weihnachtsbergs in der Folge auf dem Dachboden gelagert wurden. Nur die Tempelpyramide wurde manchmal in der Weihnachtszeit aufgebaut. 1986 bemühten sich die Enkel von Max Vogel darum, den Weihnachtsberg, den sie nie in Funktion gesehen hatten, über eine Anzeige in der Wochenpost zu verkaufen, nachdem sich kein Museum, das den Berg hätte aufnehmen wollen, gefunden hatte.

#### Rekonstruktion durch Karl-Heinz Fischer
Karl-Heinz Fischer, ein Berliner Orchestermusiker, erwarb der Weihnachtsberg 1987 von der Familie Vogel, nachdem er diesen 1986 bei einer Fahrt ins Erzgebirge auf dem Dachboden besichtigt hatte. Eine Dokumentation existierte nicht. Lediglich zwei Fotos aus den 1930er-Jahren, eine Liste der dargestellten Szenen von Max Vogel und einige Kartonbeschriftungen waren überliefert. Zum Zeitpunkt des Erwerbs stand in Zweifel, ob sich der Weihnachtsberg überhaupt rekonstruieren lassen würde. Der Kaufpreis betrug 30.000 DDR-Mark. Zudem überließ Fischer den Vogels die zuteilungsreife Anmeldung für den Erwerb eines Trabants. Fischer hatte bereits 1985 den Ausreiseantrag für sich und seine Familie gestellt. Die Ausreise konnte im Juni 1989 unter Mitnahme des Weihnachtsbergs vollzogen werden. Ein Grund für den Erwerb stellte auch die Funktion als Geldanlage für ein Leben in der Bundesrepublik dar. Von 1987 bis zur Ausreise erfolgte in einem ersten Schritt die Analyse, Katalogisierung und Vorrestaurierung der Figuren, Pyramiden und Gebäude statt. Für letztere wurden zudem geeignete Behältnisse geschaffen.
Nach der Ansiedlung in Herten kam es schließlich im zweiten Schritt zur Restaurierung und Rekonstruktion, die von 1990 bis 1995 andauerte. Fischer gab die fehlenden Figuren der Passionsgeschichte 1993 bei dem Lößnitzer Bildschnitzer Johannes Strobelt in Auftrag, der diese als zeitgenössische Ergänzungen schuf. Der vervollständigte Weihnachtsberg umfasste 328 Figuren, von denen 139 beweglich sind. Sein Charakter hatte sich vom kleinen, kompakten Berg Vogels eher hin zu dem der Vereinsberge geändert. Als Vorbild dienten Fischer zwei Weihnachtsberge aus dem Bergmännischen Museum für Volkskunst in Schneeberg. An der Restaurierung waren auch die Tochter Fischers, welche die Gebäude und Figuren farbig fasste, und sein Sohn, der an der Mechanik arbeitete, beteiligt. Die Mechanik sowie die Landschaft und der Hintergrund mussten komplett neu geschaffen werden. Als Antrieb diente nun ein Lichtstromgetriebemotor. Die Hintergrundkulisse schuf der Bottroper Theatermaler Heinz Voss, der seinen Entwurf an die Landschaft Israels anlehnte. Um den Weihnachtsberg transportabel zu halten, teilte Fischer ihn in sechs Segmente von zwei Metern Länge und 1,2 Metern Tiefe auf, welche die Gebäude und Figuren sowie die Landschaft trugen.
Im November 1992 wurde der Weihnachtsberg erstmals auf einer Ausstellung im Rathaus Marl gezeigt. Aufgrund des großen Besucherinteresses wurde diese Präsentation 1993 wiederholt. 1994 erfolgte die Ausstellung des Weihnachtsberges in Herten, der Partnerstadt von Schneeberg. 1995 fand die Rekonstruktion mit der Aufstellung als Dauerleihgabe im Niederrheinischen Museum Kevelaer in Kevelaer ihren Abschluss. Da der Berg nur unter großen Umständen transportiert und aufgebaut werden konnte, bemühte sich Fischer um ein Museum, das ihn dauerhaft aufnehmen würde. Neben Museen in Sachsen und Bayern kontaktierte er auch das Museum für Volkskunde in Berlin.

#### Erwerb und Ausstellung durch das Museum Europäischer Kulturen
Als Fischer 1997 dem Museum für Volkskunde in Berlin den Weihnachtsberg anbot, holte dessen Direktorin Erika Karasek ein Gutachten von Manfred Bachmann ein. Der Direktor der Staatlichen Kunstsammlungen Dresden war ein Experte für sächsische Volkskunst. Nach seiner positiven Einschätzung konnte der Ankauf 1999 aus den Mitteln eines Vermächtnisses realisiert werden. Seit 1999 ist der Weihnachtsberg von Max Vogel in der Dauerausstellung des Museums zu sehen: Bis 2005 im alten Ausstellungsgebäude Im Winkel 6/8, seit 2011 dann im Bruno-Paul-Bau in der Arnimallee 25 im Museumszentrum Berlin-Dahlem. Für die dortige Aufstellung waren noch einmal größere Umbaumaßnahmen nötig, die von den Museumsrestauratoren in Zusammenarbeit mit dem Architekturbüro BHBVT realisiert wurden. Aufgrund der Raumsituation musste der Weihnachtsberg dabei um 30 Zentimeter verkürzt werden.
Das Museum Europäischer Kulturen besitzt mit dem Weihnachtsberg Vogels insgesamt vier Weihnachtsberge. Die anderen drei Berge im Sammlungsbestand sind ein vor dem Ersten Weltkrieg entstandenes Exemplar mit Uhrwerksantrieb, einen Berg aus dem letzten Drittel des 19. Jahrhunderts, der von der Familie mit in die Oberlausitz gebracht worden war, und ein 1951 geschaffener Winterberg, der die Seiffener Kirche zeigt. Die beiden letzteren stammen aus der Sammlung von Gertrud Weinhold.